# Ballon d'or 1958
Navigation
Édition précédente Édition suivante
Le Ballon d'or 1958 récompensant le meilleur footballeur européen évoluant en Europe a été attribué le 16 décembre 1958 au Français Raymond Kopa.
Il s'agit de la 3e édition de ce trophée mis en place par le magazine français France Football. Seize nations (un vote par nation) ont pris part au vote (Autriche, Belgique, Bulgarie, Tchécoslovaquie, Angleterre, France, Grèce, Hongrie, Italie, Pays-Bas, Pologne, Portugal, Espagne, Suisse, Allemagne de l'Ouest et la Yougoslavie).
Le titre est remporté avec une quasi-unanimité par le Français Raymond Kopa, succédant à son partenaire de club Alfredo Di Stéfano (classé hors-concours cette année-là d'où son absence dans le classement). Il a acquis ce titre en raison de ses performances en club (vainqueur de la Coupe des champions) et en sélection nationale où la France termine troisième de la coupe du monde 1958, il devance l'Allemand Helmut Rahn et son compatriote Just Fontaine qui a battu le record de buts inscrits en une seule coupe du monde (13 buts). Cette année-là, le classement a mis en avant plusieurs joueurs ayant brillé lors de la coupe du monde, notamment les Suédois dont la sélection fut finaliste, ces derniers sont représentés par Kurt Hamrin (4e), Nils Liedholm (8e), Gunnar Gren (12e), Bengt Gustavsson (14e), Orvar Bergmark (19e) et Lennart Skoglund (19e). Le football anglais est toujours là avec Billy Wright, Johnny Haynes et Colin McDonald, tout comme le football russe avec Valentin Ivanov et Lev Yachine. Le Pays de Galles (quart-de-finaliste à la coupe du monde) est représenté par John Charles (4e), l'Allemagne de l'Ouest (demi-finaliste) par Helmut Rahn et Horst Szymaniak, l'Irlande du Nord (quart-de-finaliste) par Harry Gregg et Danny Blanchflower et la Yougoslavie (quart-de-finaliste) par Vujadin Boskov. Enfin, certains joueurs sont mis en avant uniquement en raison de leurs performances en club tels que les Espagnols Francisco Gento et Luis Suárez, le Bulgare Ivan Kolev ou l'Autrichien Gerhard Hanappi (dont la sélection est présente à la coupe du monde mais éliminé au premier tour).

## Classement complet
| Rang | Nom                 | Club                  | Nationalité          | Points |
| 1    | Raymond Kopa        | Real Madrid           | France               | 71     |
| 2    | Helmut Rahn         | Rot-Weiss Essen       | Allemagne de l'Ouest | 40     |
| 3    | Just Fontaine       | Stade de Reims        | France               | 23     |
| 4    | Kurt Hamrin         | AC Fiorentina         | Suède                | 15     |
| 4    | John Charles        | Juventus              | Pays de Galles       | 15     |
| 6    | Billy Wright        | Wolverhampton WFC     | Angleterre           | 9      |
| 7    | Johnny Haynes       | Fulham FC             | Angleterre           | 7      |
| 8    | Nils Liedholm       | AC Milan              | Suède                | 6      |
| 8    | Horst Szymaniak     | Wuppertaler SV        | Allemagne de l'Ouest | 6      |
| 8    | Harry Gregg         | Manchester United     | Irlande du Nord      | 6      |
| 11   | Colin McDonald      | Burnley FC            | Angleterre           | 5      |
| 12   | Francisco Gento     | Real Madrid           | Espagne              | 4      |
| 12   | Gunnar Gren         | Örgryte IS            | Suède                | 4      |
| 14   | Vujadin Boskov      | FK Vojvodina Novi Sad | Yougoslavie          | 3      |
| 14   | Bengt Gustavsson    | Atalanta Bergame      | Suède                | 3      |
| 14   | Valentin Ivanov     | Torpedo Moscou        | Union soviétique     | 3      |
| 14   | Luis Suárez         | FC Barcelone          | Espagne              | 3      |
| 14   | Lev Yachine         | Dynamo Moscou         | Union soviétique     | 3      |
| 19   | Orvar Bergmark      | Örebro SK FK          | Suède                | 2      |
| 19   | Danny Blanchflower  | Tottenham Hotspur     | Irlande du Nord      | 2      |
| 19   | Ivan Kolev          | CDNA Sofia            | Bulgarie             | 2      |
| 19   | Bruno Nicolè        | Juventus              | Italie               | 2      |
| 19   | Ladislav Novak      | Dukla Prague          | Tchécoslovaquie      | 2      |
| 19   | Lennart Skoglund    | Inter Milan           | Suède                | 2      |
| 25   | Giampiero Boniperti | Juventus              | Italie               | 1      |
| 25   | Gerhard Hanappi     | Rapid Vienne          | Autriche             | 1      |